# Catedral militar de Santa María Reina de la Paz
La Catedral Militar Reina de Paz (en portugués Catedral Militar Santa Maria dos Militares Rainha da Paz) es una catedral católica de Brasilia, Brasil.
Está localizada en el lado oeste, entre las vías N1 y S1 del Eje Monumental, próxima al Sector Militar Urbano (SMU). 
Fue proyectada por Oscar Niemeyer e inaugurada el 12 de septiembre de 1994. Pertenece al ordinariato militar de Brasil y tiene como arzobispo a Osvino José Both.
Su arquitectura en formato triangular remite a una tienda de campaña. El Papa Juan Pablo II puso la primera piedra en 1991, durante su visita a Brasil.